# Aranyhegy-Ürömhegy-Péterhegy
Aranyhegy-Ürömhegy-Péterhegy est un quartier de Budapest, situé dans le 3e arrondissement. Il a été créé en décembre 2012 à la suite de la fusion des quartiers d'Aranyhegy, Ürömhegy et Péterhegy.